# UBASH3A
UBASH3A‏ (Ubiquitin associated and SH3 domain containing A) هوَ بروتين يُشَفر بواسطة جين UBASH3A في الإنسان.